# Afropsilocera bicolor
Afropsilocera bicolor är en stekelart som beskrevs av Boucek 1976. Afropsilocera bicolor ingår i släktet Afropsilocera och familjen puppglanssteklar.
Artens utbredningsområde är Namibia. Inga underarter finns listade i Catalogue of Life.